# Етнопарк Тулба
Етнопарк „Тулба“ е архитектурно-етнографски комплекс на открито към Народния музей в Пожарево, Централна Сърбия.
Разположен е на близкия до Пожарево хълм Тулба и се състои от 8 обекта – паметници на традиционната местна архитектура и бит.